# Dmitri Torbinski
Dmitri Yevgénievich Torbinski (en ruso: Дми́трий Евге́ньевич Торби́нский; Norilsk, Unión Soviética, 28 de abril de 1984) es un exfutbolista ruso que jugaba de centrocampista.

## Biografía
Torbinski empezó su carrera jugando al fútbol sala, pero pronto se dedicó al fútbol y empezó a jugar en las categorías inferiores del Spartak de Moscú como centrocampista actuando tanto en el centro del campo como en la banda izquierda. En 2002 pasó a formar parte de la primera plantilla del club. Empezó de suplente participando de vez en cuando en las alineaciones. Conquistó una Copa de Rusia en 2003. Al año siguiente sufrió una grave lesión que le mantuvo apartado de los terrenos de juego varios meses.
Cuando se recuperó de la lesión se marchó cedido un año al FC Spartak Nizhny Novgorod para ganar experiencia.
A su regreso al Spartak empezó a entrar de forma regular en las alineaciones iniciales del equipo. En 2007 ayudó a su equipo a conseguir el subcampeonato liguero, quedando por detrás del FC Zenit San Petersburgo.
En 2007 fichó por el Lokomotiv de Moscú.
En junio de 2019 anunció su retirada tras haber jugado la última temporada en el FC Yenisey Krasnoyarsk. En febrero de 2020 se marchó a vivir a los Estados Unidos para iniciarse como entrenador.

## Selección nacional
Ha sido internacional con la selección de fútbol de Rusia en 30 ocasiones. Su debut como internacional se produjo el 24 de marzo de 2007 en un partido contra Estonia. Anotó su primer tanto con la camiseta nacional el 23 de mayo de 2008 en el partido amistoso Rusia 6-0 Kazajistán.
Fue convocado para participar en la Eurocopa de Austria y Suiza de 2008. Jugó tres partidos en esta competición, uno de ellos como titular. Marcó el segundo gol de su equipo en el partido de cuartos de final Países Bajos 1 - 3 Rusia. En ese partido vio su segunda tarjeta amarilla en el torneo y por ese motivo no pudo disputar el partido de semifinales.

## Clubes
| Club                                | País   | Año       |
| ----------------------------------- | ------ | --------- |
| FC Spartak Moscú                    | Rusia  | 2002-2007 |
| FC Spartak Nizhny Novgorod (cedido) | Rusia  | 2005      |
| FC Lokomotiv Moscú                  | Rusia  | 2008-2013 |
| FC Rubin Kazán                      | Rusia  | 2013-2014 |
| FC Rostov                           | Rusia  | 2014-2015 |
| FC Krasnodar                        | Rusia  | 2015-2017 |
| Pafos FC                            | Chipre | 2018      |
| FC Baltika Kaliningrad              | Rusia  | 2018      |
| FC Yenisey Krasnoyarsk              | Rusia  | 2018-2019 |

## Títulos
- 1 Copa de Rusia (Spartak de Moscú, 2003)